# Adrien Politi
 (août 2013).
Adrien Politi, né Adrián Osvaldo Politi le 15 octobre 1957 à Rosario, Argentine, est un guitariste et compositeur argentin. Ses compositions à caractère pédagogique pour guitare sont régulièrement utilisées dans les conservatoires en France.

## Biographie

### En Argentine
Adrien Politi est né à Rosario (Santa Fe) le 15 octobre 1957. Entre 1976 et 1983, il fait des études de guitare, piano, analyse musicale et pédagogie à l’Université Nationale de Rosario où il obtient son Diplôme de Professeur. Ses professeurs de guitare sont María Angélica Funes et Enrique Núñez. Il se perfectionne par la suite avec Walter Heinze, Abel Carlevaro, Jorge Martínez-Zárate et Miguel Angel Girollet. Entre 1978 et 1986, il est chef de chœur (Coro Municipal de Cañada de Gómez, Grupo Juvenil del Coro Estable de Rosario) et membre de plusieurs ensembles de musique de chambre.

### En France
Arrivé en France en 1986, il se produit en solo et fait des arrangements pour des spectacles de tango, notamment pour les chanteuses Estela Klainer et Haydée Alba. En 1990, il forme le Adrien Politi Trio qui se produira jusqu'en 2002. La musique du trio est décrite comme « un tango assez sophistiqué, mélodique et agréable à entendre ». Entre 1990 et 1995, il joue avec le compositeur et guitariste argentin Luis Rizzo, en duo, quartet et quintet. Entre 1994 et 1998, il compose la musique pour trois pièces de théâtre : La Boucherie Ardente de Marcos Malavia, création à Avignon en juillet 1994, L’autre Borges de Martin Elizondo, donnée à La Cartoucherie de Vincennes en 1997, et, La mort du Général de Marcos Malavia, création à la Cartoucherie de Vincennes en octobre 1998. Entre 1995 et 2003, il fait partie de l'ensemble Architecture et Musique. Entre 1997 et 2005, il joue en duo avec le violoniste Alain Petit. À propos de Un secreto, l'album du duo sorti en 1999, le critique Francisco Cruz a écrit : « l'un des meilleurs travaux de création sud'américaine réalisés ces derniers temps à Paris ». En 2005, il crée la pièce Les portes du rêve pour guitare, bandonéon et quintette à cordes. En 2013 il fonde le groupe de chanson électronique Iguana. En 2015 il fonde le Marcato Tango Trio. Dans les années 2020 il joue en trio avec ses enfants : Sébastien à la basse électrique et Alma au violoncelle. 
De 1989 à 2024 il enseigne la guitare classique au Conservatoire à Rayonnement Communal (CRC) de Musique, Danse et Théâtre de Châtillon (Hauts-de-Seine). 
Les œuvres d'Adrien Politi sont éditées en France par les Éditions Henry Lemoine. 

## Style musical
Comme beaucoup de compositeurs argentins de sa génération, Adrien Politi a subi l'influence d'Astor Piazzolla, précurseur et principal représentant de la mouvance appelée Tango nuevo. À ce propos, le guitariste Yann Péran déclare : « On sent bien cette filiation dans sa musique mais, en même temps, son univers est extrêmement personnel. » Que ce soit dans les pièces destinées aux petits niveaux ou dans les morceaux de concert, la musique d'Adrien Politi est tonale et d'un abord assez facile. Comme le dit le compositeur lui-même : « J'ai composé quelques pièces un peu plus expérimentales, mais mon langage reste assez traditionnel. »

## Principales œuvres
- Livorno suite, pour deux ou trois guitares
- Tango-fantasía 1, pour sextuor à vents
- Mais cette nuit est si belle, pour violon solo
- Le festin (ou Rabelais à la sauce argentine), pour chœur d’enfants et piano
- Tango fantasía 2, pour piano à quatre mains
- Tango sonata, pour violon et guitare
- Tango solo (Sonatine), pour guitare [11]
- Tango duo, pour deux guitares
- Mandala, pour violon solo, guitare et orchestre à cordes [12]
- 3 Tangos, pour guitare [13]
- Tango-fantasía 3, pour trois contrebasses
- Valdarno Suite, pour bandonéon et guitare
- Toccata seconda, pour guitare [14]
- Suite Arabesque, pour guitare
- Concerto Grosso, pour guitare électrique, basse électrique et orchestre à cordes
- 3 miniatures, pour guitare
- 12 Études, pour guitare
- Tango trio 2, pour violoncelle, guitare électrique et basse électrique
- Nocturno tanguero, pour violon, alto, violoncelle, contrebasse et piano

## Discographie
- Luis Rizzo Cuarteto : Tristesse, Materiali Sonori 1990
- Adrien Politi Trio : Violentango, ADDA 1992
- Luis Rizzo & Adrien Politi : Desde el andén, Materiali Sonori 1993
- Chœur Penn Ar Bed : Canto General, Éditions Mario BOIS 1993
- Adrien Politi Trio : Mosaïque, AP/OMD 1994
- Luis Rizzo Quinteto : Suite El Barrio, Materiali Sonori 1995
- Adrien Politi : Couleur absence, AP/Concord 1997
- Adrien Politi et Alain Petit : Un secreto, Buda 1999
- Alain Petit & Raymond Gratien : Rebelde, Altaïs 2006
- Politi : Patagonia, AP/Indiz 2011[15]
- Yann Péran : Autour du Tango : Yann Péran joue Adrien Politi, AP/Indiz 2014
- Iguana : Iguana, AP 2017
- Orchestre de Lutetia & Alejandro Sandler : Alma Argentina, Evidence Classics 2023
- Politi trio : Madre Tierra, Klarthe Records 2025